# Peter Haack
Peter Haack (* 12. September 1941; † 28. Juli 2013) war ein deutscher Fußballspieler, der für den Hamburger SV in der erstklassigen Fußball-Oberliga Nord spielte.

## Karriere
Haack begann das Fußballspielen beim FC Grün-Weiß 07 Hamburg. Der talentierte Flügelstürmer wechselte in die Amateurabteilung des Oberligisten Hamburger SV. Am 3. April 1961 debütierte der HSV-Amateur in der Fußball-Oberliga Nord in einem Auswärtsspiel beim SV Werder Bremen, welches 1:2 verloren wurde. Er stürmte dabei im damaligen WM-System auf Rechtsaußen an der Seite von Horst Dehn, Klaus Neisner, Peter Wulf und Gert Dörfel. In der Saison 1961/62 wurde der Mann aus Ottensen ebenfalls in einem Oberligaspiel eingesetzt: Am 20. Januar 1962 stürmte er auf Linksaußen bei einem 6:2-Heimerfolg gegen Altona 93 und erzielte ein Tor. Vor der letzten erstklassigen Oberligasaison, 1962/63, wurde Haack in den Oberligakader des HSV berufen. Weitere Neuzugänge waren Hans-Georg Dulz (SSV Reutlingen), Rolf Fritzsche (FK Pirmasens) und Ernst Kreuz von Eintracht Frankfurt. Unter Trainer Martin Wilke startete er in die Saison auf Rechtsaußen; in den sieben ersten Spielen lief Haack am Flügel des HSV auf und zeichnete sich bei den zwei deutlichen Erfolgen am 2. September gegen den VfR Neumünster (7:1) beziehungsweise am 16. September 1962 beim VfB Oldenburg (6:3) jeweils als zweifacher Torschütze aus. In der Rückrunde bestritt er lediglich am letzten Spieltag, den 28. April 1963, bei einer 1:3-Heimniederlage gegen Hannover 96 sein neuntes Spiel in dieser Runde (7 Tore). Nach insgesamt elf Spielen mit acht Toren für den HSV in der Oberliga Nord wechselte er gemeinsam mit Klaus Neisner zur Saison 1963/64 zum ASV Bergedorf 85 in die neue Zweitklassigkeit der Fußball-Regionalliga Nord.
Bei den „Elstern“ vom Stadion Sander Tannen führte er sich am Rundenstart, den 11. August 1963, bei einem 4:1-Erfolg gegen den VfL Wolfsburg mit drei Toren ein. Insgesamt erzielte er 14 Tore in 27 Spielen und Bergedorf belegte unter Trainer Heinz Werner den 8. Platz am Rundenende. Von 1964 bis 1967 spielte er dann in der Regionalliga Nord für den VfL Osnabrück. Dort schoss er in drei Saisonen acht Tore in 50 Spielen. In seinem ersten RL-Spiel für Osnabrück zog er sich am 9. August 1964 bei einem 4:0-Heimerfolg gegen den SC Concordia Hamburg in der 37. Minute einen dreifachen Mittelfußbruch zu und stand dem Team von Trainer Karl-Heinz Marotzke und Angreifer Günter Pröpper über Monate nicht zur Verfügung. Von 1967 bis 1969 war Haack noch zwei Runden bei „Cordi“ aktiv, wo er auf Trainer Martin Wilke und Claus Vogler und Horst Engel traf. Nach weiteren 53 Regionalligaeinsätzen mit zehn Toren beendete er im Sommer 1969 nach insgesamt 130 Regionalligaspielen mit 32 Toren seine höherklassige Laufbahn.
Beruflich war der gelernte Verlagskaufmann bei der Bergedorfer Zeitung als Verlagsleiter angestellt.

## Weblink
- Peter Haack in der Datenbank von fussballdaten.de

| Personendaten    | Personendaten            |
| ---------------- | ------------------------ |
| NAME             | Haack, Peter             |
| KURZBESCHREIBUNG | deutscher Fußballspieler |
| GEBURTSDATUM     | 12. September 1941       |
| STERBEDATUM      | 28. Juli 2013            |